# Heleomyza nebulosa
Heleomyza nebulosa är en tvåvingeart som först beskrevs av Daniel William Coquillett 1910.  Heleomyza nebulosa ingår i släktet Heleomyza och familjen myllflugor.
Artens utbredningsområde är Alberta. Inga underarter finns listade i Catalogue of Life.